# Pseudoholostrophus
Pseudoholostrophus es un género de coleóptero de la familia Tetratomidae. Hay cuatro especies de distribución holártica.

## Especies
Las especies de este género son:
- Pseudoholostrophus discolor
- Pseudoholostrophus chinensis
- Pseudoholostrophus impressicollis
- Pseudoholostrophus klapperichi